# Slobodan Simović
Slobodan Simović (srbskou cyrilicí Слободан Симовић; * 22. května 1989, Čačak) je srbský fotbalový záložník, v současnosti hráč klubu Hapoel Kfar Saba.
Mimo Srbsko působil na klubové úrovni v Bělorusku, na Slovensku a v Izraeli.

## Klubová kariéra
V Srbsku hrál za FK Novi Sad a Spartak Zlatibor Voda. V únoru 2012 odešel do běloruského týmu FK Dinamo Minsk.
V lednu 2015 přestoupil z běloruského Dinama Minsk do klubu Slovan Bratislava, slovenského šampiona ze sezóny 2013/14. Ve Slovanu podepsal smlouvu na 2½ roku s opcí.
V létě 2016 přestoupil do izraelského klubu Hapoel Kfar Saba.